# 沖積扇

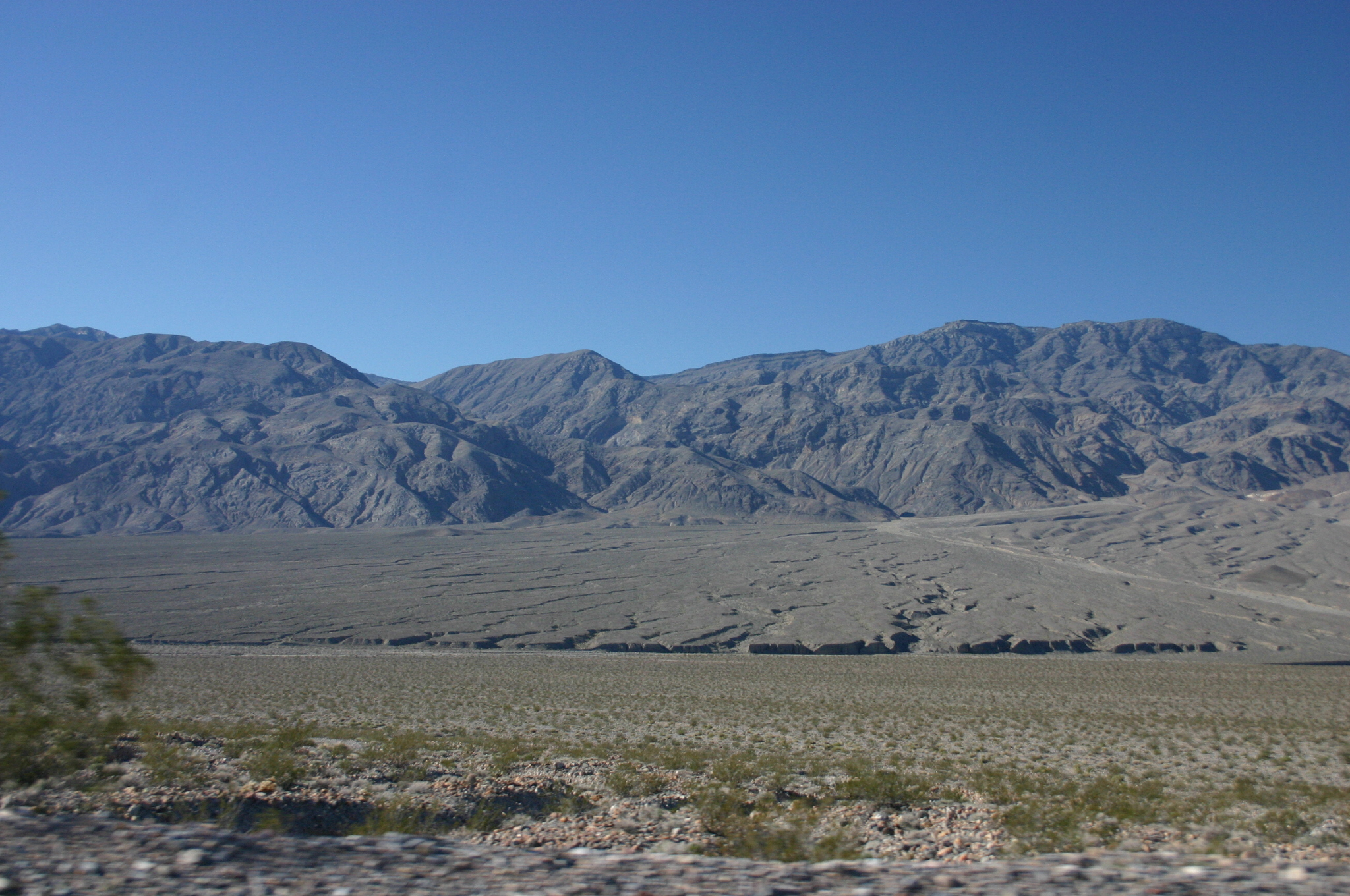
巨型沖積扇

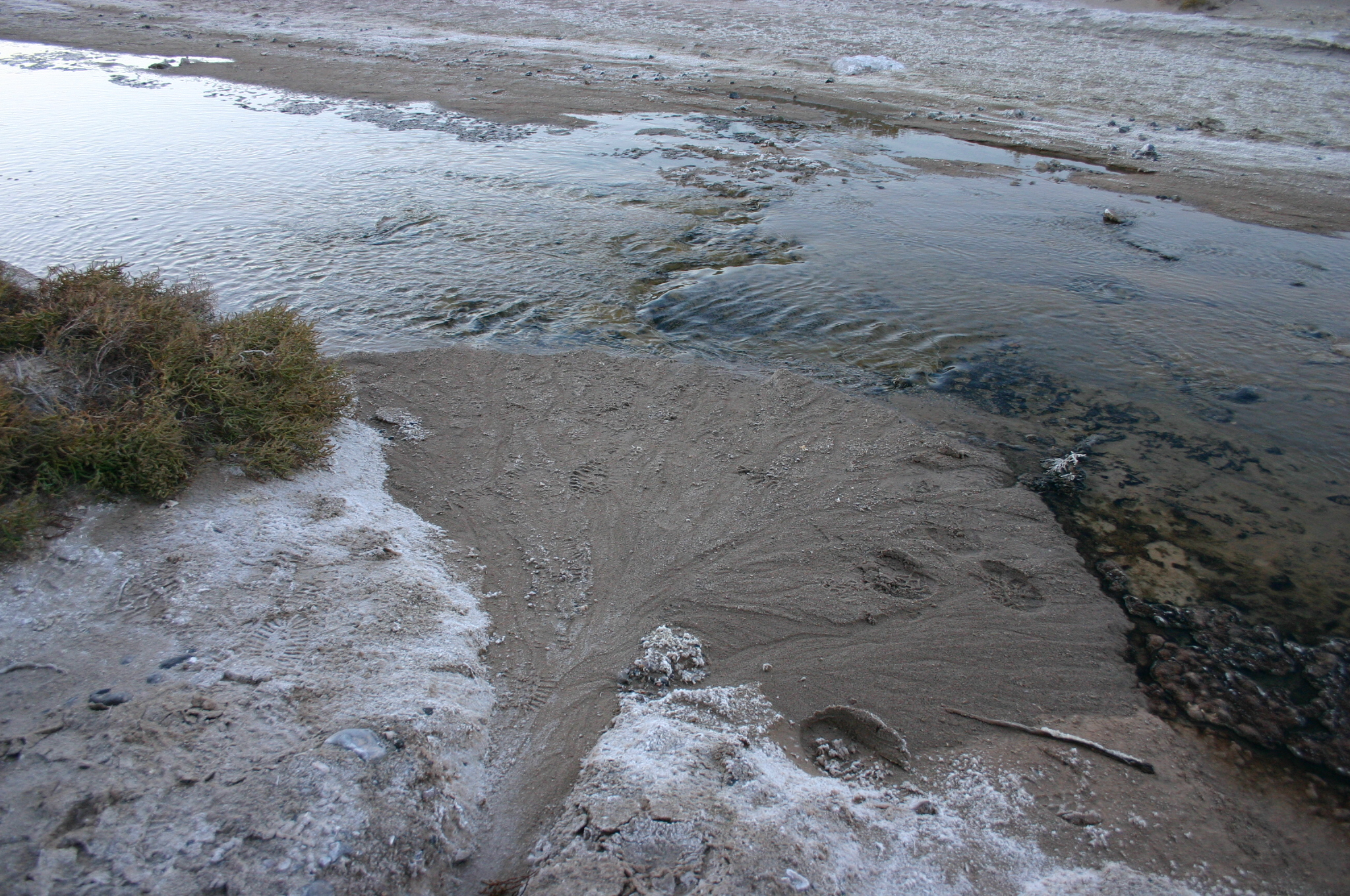
微型沖積扇

沖積扇（alluvial fan）是山地河流出口处的堆积地貌。